# Diskriminacija
Diskriminacija (lat. discriminare) znači odvajati, praviti razliku po socijalnim, imovinskim, obrazovnim, rasnim, etničnim, vjerskim, individualnim, spolnim, seksualnim, jezičnim, starosnim ili drugima osobinama.
Diskriminacija rezultira otežanim ili onemogućenim ostvarenjem određenih ljudskih prava. Najgori dio stereotipa i predrasuda predstavljaju njihove posljedice u ponašanju, a to je diskriminacija.
Sama spoznaja da je osoba stigmatizirana u njoj izaziva nelagodu, odnosno osjećaje poput bijesa, tuge, osamljenosti. Još veću nepravdu predstavlja gubitak posla ili nemogućnost zapošljavanja, loši stambeni uvjeti ili niski prihodi koji su rezultat diskriminacije.

### U ekonomiji
Diskriminacija je kada se ekonomske razlike javljaju zbog beznačajnih osobnih karakteristika kao što su rasa, spol, seksualna orijentacija ili vjera. Postoje statistička i diskriminacija isključivanjem.
- U statističkoj diskriminaciji se pojedince tretira na temelju prosječnog ponašanja skupine kojoj pripadaju, a ne na temelju osobnih karakteristika.

- Diskriminacija isključivanjem smanjuje razinu nadnica isključenih manjina jer oni prihvaćaju poslove koji zahtijevaju malo vještina i imaju nisku vrijednost graničnog prihoda.

## Vanjske poveznice
- Strana kampanje EU »Za raznolikost. Protiv diskriminacije.«  Arhivirana inačica izvorne stranice od 31. prosinca 2008. (Wayback Machine)
- Strana Europske komisije protiv diskriminacijie. (djelomično na engleskom jeziku)